# Clusia ducuoides
Clusia ducuoides är en tvåhjärtbladig växtart som beskrevs av Adolf Engler. Clusia ducuoides ingår i släktet Clusia och familjen Clusiaceae. Inga underarter finns listade i Catalogue of Life.